# DSR-Precision DSR-50
DSR-Precision DSR-50 — крупнокалиберная снайперская винтовка производства немецкой компании DSR-Precision GmbH. DSR 50 разработана на базе снайперской винтовки DSR-1. Это увеличенная версия винтовки DSR-1, но с некоторыми улучшениями, необходимыми для работы с мощными боеприпасами.

## Особенности конструкции
Конструктивно крупнокалиберная винтовка DSR 50 аналогична своей предшественнице DSR-1, но в ее конструкцию добавлено специальное быстросъемное надульное устройство, являющееся дульным тормозом и пламегасителем, отчасти снижающим звук. Также установлен гидравлический демпфер отдачи в прикладе.
Компоновка механизмов винтовки выполнена по схеме «Булл-пап» (англ. bullpup) — магазин и затворная группа расположены позади спускового крючка.
Над ствольной коробкой и цевьем имеется длинная Планка Пикатинни (англ. Picatinny rail) для установки различной оптики для работы днем и ночью, а также складывающаяся сошка. Перед спусковым крючком имеется специальное свободное место для хранения второго магазина на 3 патрона. Винтовка имеет полностью регулируемые приклад и рукоять. Спусковой механизм двухступенчатый, регулируемый.

## Характеристики
- Калибр : 12,7×99 мм / 0,50 BMG
- Длина ствола: 800 мм
- Вес : 10,3 кг без патронов
- Длина : 1350 мм (с компенсатором взрыва)
- Механизм подачи : отъемный коробчатый магазин на 3 патрона[3]